# Джессіка Маре
Джессіка Домінік Маре (англ. Jessica Dominique Marais; рід. 29 січня 1985 року) — австралійська модель, акторка театру і кіно. Відома ролями в серіалі «Packed to the Rafters» та Морд-Сіт Денни в телесеріалі «Легенда про Шукача».

## Рання життя
Народилася 29 січня 1985 року в Південній Африці. У дитячі роки її сім'я часто переїжджала. Маре жила в Канаді, Новій Зеландії, поки в 9 років не переїхала в Австралію на постійне місце проживання. Через шість місяців після прибуття в Австралію її батько Тоні Маре помер від серцевого нападу. Уся відповідальність за Джессіку і її сестру Клару лягла на плечі матері — Карен. Близько року навчалася в коледжі «John XXIII College», пізніше з 1995 року навчалася в англійській школі для дівчаток «St Hilda's Anglican School», яку закінчила у 2002 році. У 2007 році закінчила міжнародний інститут драматичного мистецтва «National Institute of Dramatic Art» в Сіднеї. У травні 2014 року зізналася, що з 12 років страждає біполярним розладом психіки.

## Кар'єра
Під час навчання в NIDA Маре отримала свою першу серйозну роль Рейчел Рейфтер в телешоу «Packed to the Rafters». Роль принесла несподіваний успіх і миттєве визнання. Першим фільмом Маре стала австралійська драма «Два кулака, одне серце», в якій вона знялася в 2008 році. У цьому фільмі їй належало зіграти Кейт, зустріч з якою є переломним моментом у долі головного героя — відомого боксера Ентоні Арго.
Наступною роботою Маре став серіал «Легенда про Шукача», заснований на серії книг «Меч Істини» американського письменника Тері Гудкайнда. У цьому серіалі Маре грає роль Денни — воїтельки Морд-Сіт. Перша поява Маре сталося в восьмої серії першого сезону, після чого вона знімалася ще в кількох серіях першого і другого сезонів серіалу.
У 2010 році Маре бере участь у зйомках трилера «Голка».
Після закінчення зйомок у «Packed to the Rafters» (20 березня 2012 року вийшов останній епізод з Маре в епізодичній ролі) переїжджає в Лос-Анджелес, щоб продовжити кар'єру в Голлівуді. Потім вирушає в Маямі, щоб знятися у восьми серіях першого сезону драми виробництва США «Чарівне місто» в ролі Лілі Даймонд. Прем'єра відбулася 6 квітня 2012 року. Starz продовжив серіал на другий сезон 20 березня 2012 року. Після народження дочки Маре приступила до зйомок другого сезону. Прем'єра відбулася 14 червня 2013 року.
У травні 2013 року почалися зйомки телесеріалу «Love Child», де Маре виконала роль молодої лікарки-акушерки Джоан Міллер. Прем'єра серіалу відбулася 17 лютого 2014 в ефірі Австралійського телеканалу «Channel 9». Також у травні Джессіка Маре приступила до зйомок телефільму «Карлотта», де зіграла роль транссексуала Керол «Карлоти» Спенсер і виконала фінальну пісню «This is my life». Прем'єра телефільму відбулася 19 червня 2014 року. У липні 2013 року стало відомо, що голосом Маре для Австралійських глядачів заговорить літак Рошель в мультиплікаційному фільмі «Літачки» виробництва Walt Disney Pictures. 5 серпня 2013 року Starz оголосили про своє рішення відмовити від подальшого виробництва серіалу «Чарівне місто». У 2014 році Маре також з'являється і на театральній сцені у постановці «Cosi». На початку березня 2014 року стало відомо, що серіал «Love Child» продовжений на другий сезон.
У 2014 році знялася в австралійському документальному фільмі «Це фільм про цукор» про шкоду цукру.

## Особисте життя
Джессіка Маре була заручена з колегою по серіалу «Packed to the Rafters» Джеймсом Стюартом. 15 листопада 2011 року пара оголосила про вагітність. 9 травня 2012 року Маре народила доньку, яку назвала Скаут Еді Стюарт. Після пологів практично відразу приступила до роботи над другим сезоном драми «Чарівне місто». У травні 2015 року актори розійшлися, так і не оформивши свої стосунки офіційно.

## Театр
| Рік  | Постановка | Роль |
| ---- | ---------- | ---- |
| 2014 | Cosi       |      |

## Нагороди
| Рік  | Премія                       | Категорія, робота                                                             | Результат |
| ---- | ---------------------------- | ----------------------------------------------------------------------------- | --------- |
| 2009 | TV Week Logie Awards         | «Найпопулярніша нова акторка» (В гості до Рефтерів)                           | Перемога  |
| 2010 | TV Week Logie Awards         | «Найпопулярніша акторка» (В гості до Рефтерів)                                | Номінація |
| 2010 | TV Week Logie Awards         | «Найпопулярніша персона на Австралійському телебаченні» (В гості до Рефтерів) | Номінація |
| 2010 | British Horror Film Festival | «Найкраща акторка другого плану» (Голка)                                      | Перемога  |
| 2011 | TV Week Logie Awards         | «Найпопулярніша акторка» (В гості до Рефтерів)                                | Номінація |
| 2012 | TV Week Logie Awards         | «Найпопулярніша акторка» (В гості до Рефтерів)                                | Номінація |
| 2015 | TV Week Logie Awards         | «Найпопулярніша акторка» (Дитя любові)                                        | Номінація |
| 2016 | TV Week Logie Awards         | «Найкраща акторка» (Дитя любові)                                              | Перемога  |